# 阚潮洗

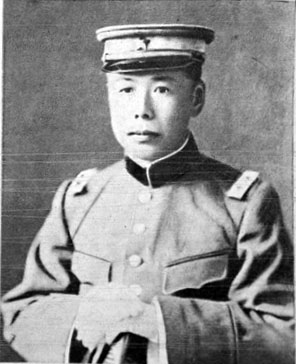
第二次直奉战争前的阚潮洗

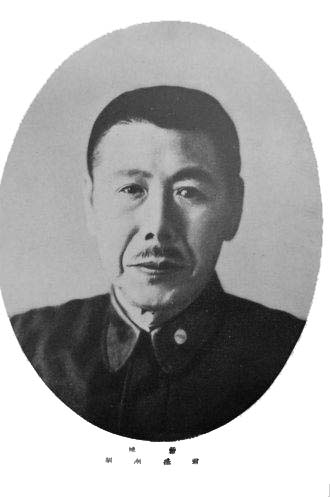
滿洲中央銀行總裁阚潮洗

阚潮洗（1888年7月10日—1952年8月11日），原名朝璽，字子珍，奉天省錦州府广宁县（今盘山县）人，清末民初以及满洲国的軍事、政治人物。

## 生平

### 奉系的活動
1888年7月10日（光緒十四年六月初二日），他出生于盤錦的一個農民家庭。他早年有志学問，在錦州中学堂學習。科舉廢止後，他改變初衷，1906年（光緒32年）他任張作霖的巡防營司書、書記長。
1913年（民国2年），他畢業於奉天陸軍講武堂步兵科。此後他歷任第27師少校参謀、軍官團教育長。1918年（民国7年），他從砲兵第27團團長升任奉天陸軍第2混成旅旅長。民国8年（1919年）他兼任吉長鎮守使。1920年（民国9年）他兼任東省铁路護路軍總司令。
1921年（民国9年）他任洮遼鎮守使兼暫編第1混成旅旅長。1922年（民国11年）他參加第一次直奉戰争，奉系惨敗，而他率領的第1混成旅則很善戰，獲得張作霖好評。此後，他回到洮遼鎮守使的管轄地域，抓緊軍隊訓練以及管轄地域的産業振興，準備伺機報復直系。
1924年（民国13年）他升任東北陸軍第3師師長，並兼任熱河都統。在熱河都統任内，他通過大力推進鴉片栽培以及大量發行熱河興業銀行紙幣，擴張和充實自己的軍隊。1925年（民国14年）11月郭松龄起兵反對張作霖，他旁觀而未參與戰事。郭的兵變被鎮圧後，他的熱河都統職務被罷免。
1927年（民国16年）春，他任安国軍大元帥府軍政執法處處長。6月奉系敗北，張作霖在皇姑屯事件中遇刺身亡，他隨之解職，後逃到大連。

### 滿洲国的活動
1931年（民国20年）9月九一八事變後，他投降日本軍，任9月24日成立的奉天地方自治維持会（9月26日改稱辽宁省地方维持委员会）副委員長（委員長為袁金鎧）。9月28日他任辽宁四民临时维持会委員長，10月20日他通電取消四民临时维持会，否認有賣國行爲。11月臧式毅組織遼寧省政府，並武力接收辽宁省地方维持委员会，他因爲不滿而被日本憲兵逮捕。在發誓不再從事一切政治活動後被釋放。獲釋後他將自己的名字由“朝璽”改為“潮洗”。
滿洲國建国後的1933年（大同2年）他任滿洲中央銀行監事。1937年（康德4年）他任該行副總裁，1940年（康德7年）他升任該行總裁。1944年（康德11年），他被免去總裁一職。此後，国民政府接收瀋陽，他在国民政府治下活動。
中華人民共和国成立後的1951年4月，他被人民政府在“鎮壓反革命運動”中逮捕。1952年8月11日他在狱中病逝，享年64歲。